# Funzione sinc

La funzione sinc normalizzata (blu) e quella non normalizzata (rosso).

In matematica la funzione sinc (o seno cardinale), indicata come {\displaystyle \mathrm {sinc} (x)} o, più raramente, con {\displaystyle \mathrm {Sa} (x)}, può essere definita in due modi.
La funzione sinc normalizzata, usata nell'elaborazione numerica dei segnali e nella teoria dell'informazione è definita come:
{\displaystyle \mathrm {sinc} (x)={\begin{cases}{\frac {\sin(\pi x)}{\pi x}}&{\text{ se }}x\neq 0\,\\1&{\text{ se }}x=0\end{cases}}}
mentre la funzione sinc non normalizzata, da molto tempo usata in parecchi ambiti è:
{\displaystyle \mathrm {sinc} (x)={\begin{cases}{\frac {\sin(x)}{x}}&{\text{ se }}x\neq 0\,\\1&{\text{ se }}x=0\end{cases}}}
In entrambi i casi il limite della funzione in {\displaystyle 0} è uguale a {\displaystyle 1}, ciò è immediata conseguenza del calcolo del limite notevole e quindi risulta essere una singolarità eliminabile. La sinc è quindi una funzione analitica ovunque.

## Proprietà
- La funzione sinc non normalizzata assume il valore zero per multipli, non nulli, di {\displaystyle \pi }; quella normalizzata per valori interi, sempre diversi da zero.

- I massimi e minimi locali per la funzione sinc non-normalizzata si trovano nei punti di intersezione con la funzione coseno. Quindi {\displaystyle {\frac {\sin(\xi )}{\xi }}=\cos(\xi )} per ogni {\displaystyle \xi } per cui la derivata di {\displaystyle \sin(\xi ) \over \xi } è nulla.

- La funzione sinc normalizzata può essere rappresentata come prodotto infinito:

{\displaystyle {\frac {\sin(\pi x)}{\pi x}}=\prod _{n=1}^{+\infty }\left(1-{\frac {x^{2}}{n^{2}}}\right)}
oppure utilizzando la funzione gamma
{\displaystyle {\frac {\sin(\pi x)}{\pi x}}={\frac {1}{\Gamma (1+x)\Gamma (1-x)}}}
- La trasformata di Fourier della funzione sinc normalizzata è uguale a {\displaystyle \mathrm {rect} (f)}

{\displaystyle \int _{-\infty }^{+\infty }\mathrm {sinc} (t)e^{-2\pi ift}dt=\mathrm {rect} (f)}
dove la funzione rettangolo assume il valore unitario per argomenti tra {\displaystyle -{\frac {1}{2}}} e {\displaystyle {\frac {1}{2}}}. Questo integrale di Fourier include il caso speciale
{\displaystyle \int _{-\infty }^{+\infty }{\frac {\sin(\pi x)}{\pi x}}dx=\mathrm {rect} (0)=1}
che è un integrale improprio. Poiché
{\displaystyle \int _{-\infty }^{+\infty }\left|{\frac {\sin(\pi x)}{\pi x}}\right|dx=+\infty }
non si tratta di un integrale di Lebesgue.